# Scyliorhinus besnardi
Scyliorhinus besnardi és una espècie de peix de la família dels esciliorrínids i de l'ordre dels carcariniformes.

## Morfologia
- Els mascles poden assolir 47 cm de longitud total.[1][2]

## Hàbitat
És un peix marí de clima subtropical que viu entre 140-190 m de fondària.

## Distribució geogràfica
Es troba al nord de l'Uruguai.